# Marina Rocco
Marina Rocco (ur. 14 stycznia 1981 w Mediolanie) – włoska aktorka.

## Życiorys
Marina Rocco urodziła się w 1981 roku w Mediolanie. Debiutowała w 2001 roku w serialu telewizyjnym Cento vetrine.

## Filmografia
- 2001: Cento vetrine jako Salima Brioni
- 2002: Ugo jako Valentina
- 2007: Valzer jako Lucia
- 2008: Commissario Rex jako Valentina Gentile
- 2008: Amore, bugie e calcetto jako Martina
- 2008: Miłość nie istnieje jako Mia
- 2008: Witaj, smutku jako Taziana
- 2008: Tutti pazzi per amore jako Stefania Del Fiore
- 2010: Penso che un sogno così jako Cristina
- 2011: Manuale d'am3re jako Giorgia
- 2012: Breve storia di lunghi tradimenti jako Serena
- 2012: Zakochani w Rzymie jako Tanya
- 2015: Sam się nie uratujesz jako Matilde